# Perekalkî, Kameanka-Buzka
Perekalkî (în ucraineană Перекалки) este un sat în comuna Sileț din raionul Kameanka-Buzka, regiunea Liov, Ucraina.

## Demografie
Componența lingvistică a localității Perekalkî
     Ucraineană (100%)
Conform recensământului din 2001, toată populația localității Perekalkî era vorbitoare de ucraineană (100%).